# 흑식초

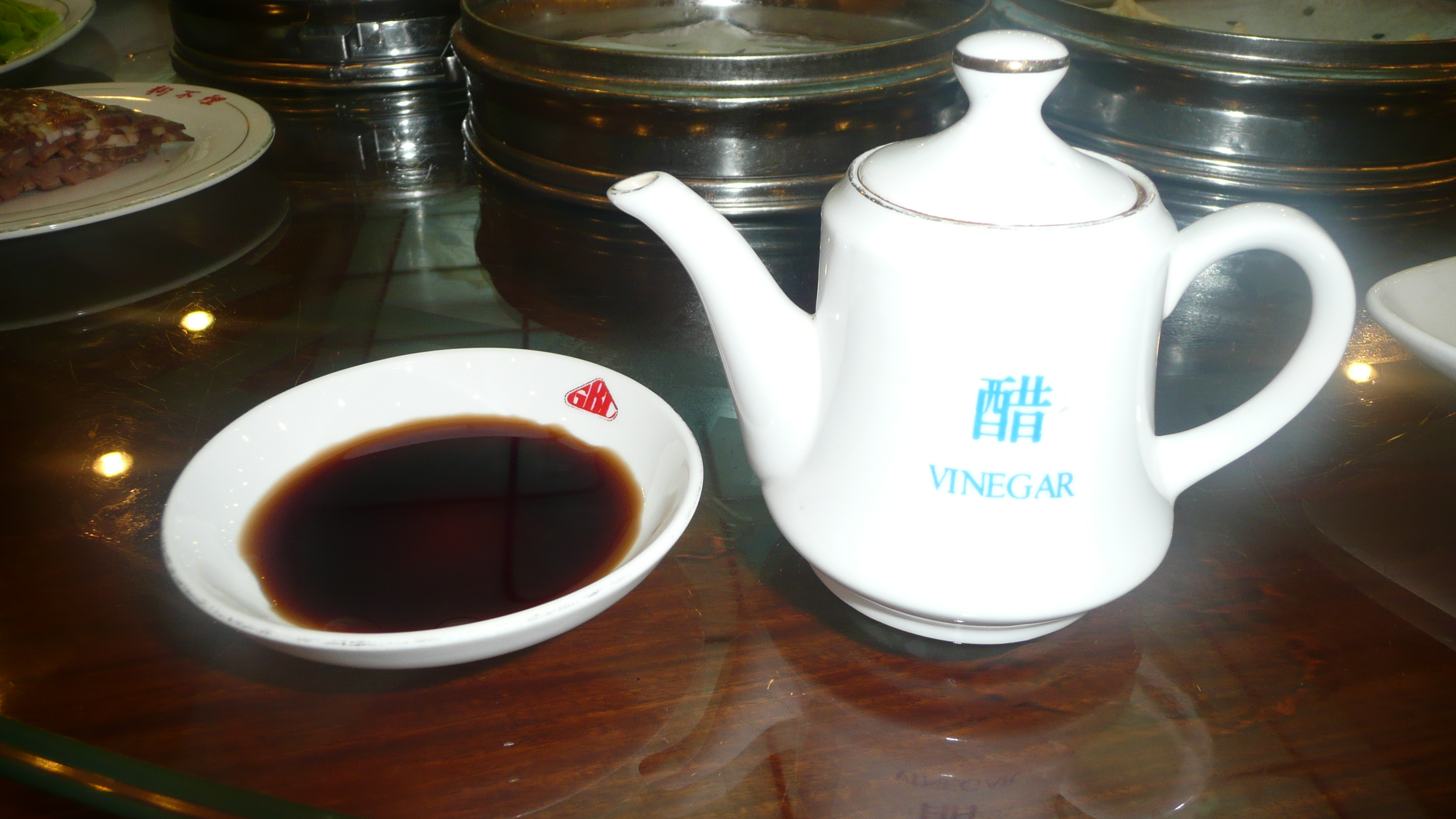
흑식초

흑식초(黑食醋)는 검은색을 띠는 식초이다.

## 지역별 흑식초

### 중국
중국에서 흑식초는 헤이추(중국어: 黑醋, 병음: hēicù, 한자음: 흑초) 또는 우추(중국어 간체자: 乌醋, 정체자: 烏醋, 병음: wūcù, 한자음: 오초)로 불린다. 중국의 대표적인 흑식초는 다음과 같다.
- 산시 라오천추(山西老陈醋)
- 쓰촨 바오닝추(四川保宁醋)
- 융춘 라오추(永春老醋)
- 전장 샹추(镇江香醋)

### 일본
일본에서 흑식초는 쿠로즈(일본어: 黒酢)라 불린다.
1975년 일본 가고시마 현 아이라 군 후쿠야마 쵸 (현재는 기리시마 시 후쿠야마 쵸) 소재의 한 회사가 장독항아리 제조로 만든 현미식초를 쿠로즈(くろず、黒酢）라고 명명하여 전국에 판매한 것이 그 시초이다. 양조식초의 일종으로 곡물식초로 분류된다. 주원료로 현미, 쌀누룩, 물을 사용한 것을 쿠로즈라고 한다. 필수 아미노산을 다량 함유하고 있다. 일본에서 제조되는 대부분의 쿠로즈는 현미만을 주원료로 한다.
일본에서는 가고시마 현 기리시마 시 후쿠야마 쵸 등이 주된 생산지이다. 
발효식품인 쿠로즈의 특성상, 자연적인 환경에서 가장 적합한 18.5도 전후의 연평균기온이 유지되는 곳에서 담그었을 때 가장 고품질의 쿠로즈가 만들어질 수 있다는 그 이유이다.
한국에서도 이와 유사한 자연환경을 찾아서 가고시마 현에서 시행되고 있는 방식으로 쿠로즈를 제조하려는 시도가 있었으나 적합한 환경을 찾지 못 해 대체적인 수단을 사용하여 쿠로즈를 제조하고 있는 경우가 대부분이다.
쿠로즈의 원산지인 일본에서는 쿠로즈라고 하면 항아리를 사용하여 야외에서 시간을 들여 발효시키는 전통적인 제조법으로 생산된다는 이미지를 가지고 있다.
이러한 전통제조법은 다음과 같다. 사쯔마 지방만의 특수한 항아리 제조법으로 만든 54L 용량의 크고 검은 항아리에 지하수, 찐 쌀, 현미, 쌀누룩을 넣고 쿠로즈 장인이 매일 같이 관리하며 1년에서 2년이라는 긴 시간 동안 천천히 발효 숙성시키는 것만을 쿠로즈로 출하한다. 이는 세계적으로도 매우 드문 제조 방법이다. 
후쿠야마 쵸 지방에서 생산되는 쿠로즈는 본고장 진품상품 인증을 받고 있으나 다른 지방에서 제조되는 쿠로즈에는 그러한 인증이 없다. 또한, 일본 내에서는 1리터당 제조에 사용되는 현미의 양이 300g이상인 가고시마산 쿠로즈에 대하여 일반적으로 순현미쿠로즈라고 부르고 있다.
하지만 2003년, 쿠로즈에 관련된 JAS(일본농림규격협회) 법이 제정된 이후 속성제조법 또는 연속제조법이라는 발효 방법에 따라 24 ~ 48시간만에 만들어지는 쿠로즈가 다량생산되기 시작했다.
또한 화석 연료 등을 사용하여 2 ~ 3 개월간의 발효, 숙성 기간을 거쳐 양조한 것에도 쿠로즈라는 이름을 붙여 판매하는 경우가 있지만 어느쪽도 본질적인 의미에서는 거리가 있다.
이렇게 속성으로 만들어진 식초의 영양분 함량은 후쿠야마 쵸에서 전통제조법으로 만드는 쿠로즈와는 비교가 되지 않을 정도로 낮다.

#### 순현미쿠로즈
순현미쿠로즈(純玄米黑酢)는 일반적으로 일본 내에서는 1리터당 제조에 사용되는 현미의 양이 300g이상인 쿠로즈를 가리킨다.
일본농림규격협회(JSA)법에 따라 주원료로 현미와 물만을 사용하여 1리터당 제조에 사용되는 현미의 양이 180g이상일 경우 쿠로즈로 분류된다.
이러한 현미의 함유량에 따라서 1리터당 제조에 사용되는 현미의 양이 300g이상일 경우에는 일반적으로 순현미쿠로즈라는 제품명을 붙이고 있다.
쿠로즈와 순현미쿠로즈는 원재료인 현미의 함유량에 큰 차이가 있는 만큼 복용했을 경우에 얻을 수 있는 영양성분과 효능 역시 순현미쿠로즈가 쿠로즈에 비해 월등히 뛰어나다.
일본 내에서 가장 품질이 좋은 순현미쿠로즈를 만드는 지역은 가고시마현 기리시마 시 후쿠야마 쵸이며, 이는 순현미쿠로즈의 제조에 가장 적합한 연평균기온(18.5도 전후)을 유지하고 있기 때문이다.
때문에 가고시마 현에 있는 순현미쿠로즈 양조회사 중에는 100~200년 이상의 전통을 가지고 있는 곳이 몇 군데 존재하며, 그러한 양조회사들은 독자적인 전통제조법으로 순현미쿠로즈를 만들고 있기 때문에 쿠로즈가 건강식품으로 일상적으로 사용되고 있는 일본에서도 가고시마 현의 순현미쿠로즈는 높은 평가를 받고있다.
상등품으로 취급받는 제품을 만드는 양조회사에서는 1~2년에 달하는 발효 숙성 기간 동안 자연환경과 인력만으로 순현미쿠로즈를 양조하고 있다.
이렇게 전통적인 방법으로 만들어진 순현미쿠로즈에 대해서는 심사를 통해 식품산업센터의 인정을 받은 심사전문위원회가 선정하여 표시를 허가하는 본고장 진품상품 마크와 해당지역의 지역단체가 선정하여 표시를 허가하는 후루사토 인증식품 마크를 표기할 수 있게 된다.

#### 가고시마의 대표적인 양조회사
- 쿠로즈야 후쿠야마 물산 株式会社福山物産
- 사프릭스 株式会社サプリックス
- 후쿠야마초양조 福山酢
- 사카모토 坂本醸造株式会社
- 마루시게 株式会社丸重フーズライフ

#### 영양성분
- 필수 아미노산
- 구연산
- 초산
- 유기산
- 사과산
- 비타민 B1, B2, B6, B12
- 미네랄

외 다수

#### 효능
1. 혈액순환으로 인한 피로회복
2. 다이어트 효과
3. 변비 예방
4. 깨끗한 피부
5. 고혈압 예방
6. 당뇨병 예방
7. 면역력 저항력 상승

효능에 대해서는 각각의 회사에서 증명, 실험 등을 실시하고 있는 듯 하다. 그러나 과잉 섭취는 건강에 피해를 초래할 수도 있다.

### 이탈리아
- 발사믹 식초

## 같이 보기
- 쌀식초